# 茂木秀昭
茂木 秀昭（もてぎ ひであき、1960年 - ）は、日本の英語教育学者。

## 略歴
1960年群馬県太田市生まれ。1979年群馬県立館林高等学校卒業。1984年慶應義塾大学文学部英米文学専攻卒業。1990年コロンビア大学大学院修士課程修了。自治医科大学医学部英語研究室准教授、都留文科大学文学部国際教育学科教授を務めた。専門は異文化コミュニケーションおよび議論学。日本や欧米の言論風土に関する研究を進めている。

## 著書
- 『ザ・ディベート 自己責任時代の思考・表現技術』2001 ちくま新書
- 『論理力トレーニング ディベート技法の活用による論理的思考法が身につく本』日本能率協会マネジメントセンター (ビジネス論理思考)2002
- 『ロジカル・シンキング入門』日本経済新聞社 (日経文庫)2004
- 『論理的な話し方が面白いほど身につく本』中経出版 2004
- 『身につけるディベートの技術 職場や学校、日常生活に必要な"知の手法"』中経出版 2005
- 『ディベートが面白いほどできる本』中経出版(中経の文庫) 2006
- 『論理的な話し方が面白いほど身につく本 合理的に考え、筋道を立てて話すための基本ポイント35 ポイント図解』中経出版 2011
- 『ビジネス・ディベート』日本経済新聞出版社 日経文庫 2012
- 『ロジカル・シンキング』2014 (PHPビジネス新書ビジュアル 「60分」図解トレーニング)

### 共著
- 『英語で語る日本の争点 クリティカルシンキングのすすめ』鈴木克義, Stephen Hesse 共著 金星堂 2000
- 『現代社会の視点・論点』Stephen Hesse, 鈴木伝次共著 マクミランランゲージハウス 2001